# Атеїзм у Вірменії
Атеїзм у Вірменії ( вірм. Աթեիզմը Հայաստանում Աթեիզմը Հայաստանում) — це соціальний рух у Вірменії, основною метою якого є просування ідеї щодо абсурдності існування Бога, який контролює життя на Землі. Крім того, учасники цього суспільного об'єднання відмовляються від дотримання релігійних догм, обрядів та звичаїв, проголошуючи панівне становище науки і техніки. 
Серед головних передумов для виникнення та поширення атеїстичних напрямів у Вірменії можна виділити наступне: 
1.Поширення наукових праць західноєвропейських просвітителів 
2.Наукові відкриття у ХІХ-ХХ столітті у таких галузях науки як: біологія, фізика, астрономія, хімія, природознавство 
3.Поширення у Вірменії так званої теорії Чарльза Дарвіна 
4.Контроль з боку релігійних установ усіх сфер життя вірмен 

## Історія
Зачатки вірменської філософії знайшли своє відображення в релігійних міфах і пам'ятниках народного творчості Давньої Вірменії . Вже до IV століття н. е. відбуваються значні духовні зміни в житті Стародавньої Вірменії: християнство стає державною релігією, створюються вірменська абетка і писемність. Через деякий час по тому в Стародавній Вірменії розвивається власна оригінальна, а також з'являється перекладна література. На древньовірменській мові перекладаються праці Арістотеля, Філона Олександрійського, Порфирія, Гермес Трисмегіста, риторичні твори Теона, граматика Діонісія Фракийского, байки Олімпіана і багато інших. Нова література давала можливість древньовірменській аристократії купувати наукові знання рідною мовою. Перекладні твори грецької науки і літератури породили багату коментаторську літературу давньовірменських філософів, граматиків і письменників. Як вказує Ісая Т. С., філософські вчення цього періоду процвітали в стінах шкіл, що знаходяться під контролем церкви, в зв'язку з чим виникнення опозиційної матеріалістичної системи в той час було порівняно рідкісним явищем. 
Певне значення мала також така історична особливість Стародавньої Вірменії, як заміна древньвірменської релігії на нове християнство в обличчі Вірменської апостольської церкви, вироблена державою «зверху». Ісаян Т. С. бачить в цьому факті причину сильної і виразної стихійно-матеріалістичної спрямованості і вільнодумства в поглядах давньовірменських мислителів і у світогляді народних мас. Разом з тим, в поглядах народних мас є також протилежна матеріалізму релігійно-ідеологічна спрямованість. Причому, як показує Ісая Т. С., релігія і ідеалізм особливо сильні в області найбільш загальних уявлень про світ. 
Як вказує Ісаян Т. С., вироблення філософських понять в Стародавній Вірменії в V-VI століттях було тісно пов'язано з першими кроками науки про світ - астрономії, космології, географії та інших наук. На вірменську мову були переведені природничо-наукові праці, такі як «За мир» Псевдо-Арістотеля, «Про природу» Зенона, «Про будову людини» Григорія Нісського, і вперше, «Геометрія» Евкліда. У праці «Книга спростувань» Езнік Кохбаци, «Тлумачення Буття» Єгіше, «Визначення філософії» Давида Непереможного розглядалися також і проблеми будови всесвіту, структури світу і інші. А вже в VII столітті проблеми природничих наук стали розглядатися окремо від філософії. Першим в цьому напрямку став Ананія Ширакаци, який заклав фундамент для найбільш широкого і глибокого інтересу до науки і філософії, для розвитку емпіризму і сенсуалізму в пізнанні зовнішнього світу, ідеї якого в XIII-XIV століттях знайшли відображення в номіналізмі Ваграма Рабуні, Ованеса Воротнеці і Григора Татеваци  . 

### Філософські передумови в працях вірменських філософів Середньовіччя і Нового часу

#### VII-XI століття
Значною фігурою у розвитку вірменської філософії є Ананія Ширакаци. Велика кількість праць, що до нас дійшли, «Космографія», «Теорія календаря», «Арифметика» і оригінальні праці «Про обертання небес», «Про хмари і і знамення», «Про рух Сонця по сузір'ях Зодіаку», «Про астрономію») свідчить про високий рівень природознавства, математики, астрономії та географії, досягнуту в Стародавній Вірменії до часу діяльності Ширакаци в першій половині VII століття. Ширакаци, як вказує Ісаян Т. С., з дивовижною силою логіки зумів узагальнити цінний матеріал, накопичений вченими античності і прийти до теоретичних висновків, нерідко далеких від теологічного догматизму . 
Ширакаци стверджував, що природа похідна Бога, але вона реальна, має конкретно-певне буття, пізнаваність. Ширакаци створив філософську систему, яка в основу походження світу мала чотири елементи: вогонь, що включає в себе сухість і теплоту; повітря, що включає в себе вологість і теплоту; воду, що включає в себе вологість і холод; землю, що включає в себе холод і сухість. Вчення античних філософів про чотири елементи здавна було відомо в Стародавній Вірменії, воно містилося в ряді праць, починаючи з V століття. Однак, як зазначають джерела, ідея про стихії сягає своїм корінням в Давньовірменську релігію, яка, мабуть, є очищеною від релігійних нашарувань натурфілософську здогадку, вироблену у Вірменії . 
Поряд з поглядами щодо стихії Ширакаци стосується також і питання про пізнаваність утвореного цими стихіями світу. У багатьох випадках він прагне поєднати «церковне» з язичницьким, обґрунтувати свої висновки посиланнями на Біблію, але це не могло його задовольнити. Він пише: «Не знайшовши в Священному писанні нічого ґрунтовного про землеописання, крім рідкісних розкиданих і в той же час важко осяжних і темних відомостей, ми були змушені звернутися до язичницьких (античних) письменників, які встановили географічну науку, спираючись на подорожі та мореплаванні, і підтвердили її геометрією, яка зобов'язана своїм походженням астрономії». 
Ширакаци захищав астрономію від астрологів і, перш за все, халдейських. Він пише: «Якщо зірки дійсно, як вони кажуть, є причиною зол, то причина їх злої природи перегукується з тим, хто створив їх, бо якщо вони злі від природи, то більш злим повинен бути творець, який створив їх». На думку Ісаяна Т. С., спростування Ширакаци тверджень астрологів по суті означало спростування фаталізму і всякого роду забобонів. 
Ананія Ширакаци дотримувався геоцентричного погляду на світ, висловлюючи думки на користь кулястості Землі , найменше всього враховуючи при цьому біблійний міф про створення. Також Ширакаци є автором цікавих висловлювань про природу Сонця і Місяця, досить вірних пояснень явища затемнення цих небесних тіл . На думку Ісаяна Т. С., тим самим Ширакаци наносив шкоду християнським поглядам. Праці Ширакаци розхитували авторитет церкви, тим більше, що він оскаржував права церкви на посередництво між Богом і людиною: людина може спілкуватися з Богом безпосередньо, таким же чином, минаючи церкву, Бог може повчати кожного . 
Як зауважив Ісаян Т. С., Ширакаци виносив в заголовки складених їм загадок такі пропозиції: «Бог — нероба, хрест —- нестримний», або «Господь — злодій, диякон — нехрещений, пророк — брехун»  тощо. Вільнодумство Ширакаци не могло не кидатися в очі кожному, хто знайомився з його творами. Не випадково, за спостереженням церква його часто переслідувала і гонила. На думку Ісая Т. С., як не обмежені, непослідовні ті чи інші погляди Ширакаци, вони знаменують собою початок потужної течії натурфілософського, стихійно-матеріалістичного розуміння природи. 
Примітна позиція богослова і філософа V століття Езнік Кохбаци, який в ході розгляду проблеми добра і зла прийшов до висновку, що на місце божественної зумовленості треба поставити вільне волевиявлення людини. Ідеї Кохбаци про свободу волі, що містять в собі відмову від сліпої покори долі, закликали до активної дії. Так, Езнік Кохбаци належать наступні слова: «Коли розбійник нападає на країну, щоб винищити жителів, то чи не повинні жителі збирати війська для вигнання розбійника з країни? Виганяючи ворога з країни, ми доводимо, що не по визначенню долі відбулося розорення, а внаслідок насильства розбійника…».

#### XI-XIII століття
Філософ, поет, астроном і богослов Ованес Імастасер (близько 1045—1129 є автором праць, які ло нас дійшли з математики, астрономії, філософії та інших наук, а також він здійснив реформу вірменського календаря. У своєму творі «Слово мудрості» Імастасер висловлював думку про те, що найкращим вчителем для людини, яка присвятила себе мистецтву, є природа, у якої він повинен вчитися і яку повинен вивчати і пізнавати. Імастасер вважає, що «наука, що не підтверджена досвідом, не є наука». Він пише: «Дослідник повинен бути всебічно освіченим і знаючим, він повинен (вивчати) не тільки Св. писання, а й зовнішні (світські) науки; якщо навіть він повністю опанував ними і досвідчений в них, все ж без досвіду його знання не може бути точним; тільки досвід непорушний і незаперечний »  . 
Врачеватель XII століття, класик середньовічної медицини  Мхітар Гераци вказує, що хвороби не є покарання Всевишнього за гріхи людей, як і саме лікування не пов'язане з втручанням творця. Причини виникнення хвороб, по Гераци, слід шукати у змінах організму, вплив природи на організм людини. А пізнання причини вже є пізнання самої хвороби. Навіть душа для Гераци не була пов'язана з надприродним, вона є частина тіла. Гераци пише: «Вчені лікарі уподібнюють тіло людини бані, бо лазня діє при наявності трьох речей, якими є: стіни, вода і повітря. Також тіло людини побудовано з трьох речей: одна - це сухі і тверді частини, друга - це вологість, які називаються чотирма соками або чотирма субстанціями, тобто кров, жовта жовч, і третя — це три пневми, тобто три душі, а саме : рослинна душа, тваринна душа і чуттєва душа » . 
Особливого значення заслуговує діяльність мислителя, літературного та громадського діяча, богослова і священика XII століття Мхитара Гоша, який, крім усього іншого захищав ідею про визнання у Вірменії двоскладної судової системи : духовної і світської: світський суд повинен вести цар, а духовний - єпископ з двома або трьома радниками . 
Особливе місце у становленні і подальшому оформленні атеїстичного світогляду у Вірменії займають такі мислителі XVIII століття, як Йосип Емін, Мовсес Баграмян і Шаамір Шаамірян . Шаамір Шаамірян, спираючись на теорію природного права, намагався знайти причини, які спонукають людину до негативних асоціальних дій. Він знаходить ці причини в природі самої людини . Йосип Емін, який також був прихильник теорії природного права, називає священнослужителів всього лише «групою спритних людей». Тому, згідно з Еміном, «якщо мусульмани віднімають життя, то духовенство наше тримає в ув'язненні душі вірмен». 
Шаамір Шаамірян і Мовсес Баграмян були прихильниками відділення церкви від держави, ізоляції церкви від участі в питаннях управління суспільством. Вони шанували релігію, проте сильно критикували духовенство, разом з цим розробляючи « Пастку честолюбства» — першу Конституцію Вірменії .

## XIX століття

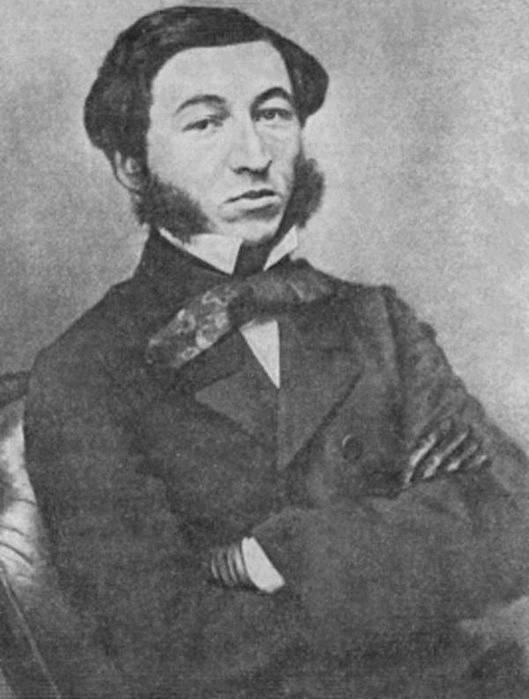
Мікаел Налбандян (1829—1866)

Вільнодумство і атеїзм у Вірменії в другій половині XIX століття охоплювали широке коло різних проблем, серед яких виділялися такі проблеми, як соціально-історичні основи критики релігії, природничо-наукові досягнення як засіб боротьби з релігією, протилежність світської етики та етики релігійної, пошук шляхів подолання релігії і багато інших. Розробка корінних проблем атеїзму зіграла важливу роль в подальшому сприйнятті атеїзму у Вірменії на початку XX століття . 
На думку Ісаяна Т. С., в другій половині XIX століття є виключно важливим в духовному житті Вірменії за своїм змістом і спрямованістю, оскільки саме на цей період часу припадає поява світлої плеяди мислителів, з-поміж яких Мікаел Налбандян виділяється як перший з прогресивних діячів, у якого матеріалізм склався як система філософії, а учні і послідовники якого зуміли довести цей матеріалізм до войовничого атеїзму. 
Значним є той факт, що атеїзм у Вірменії в другій половині XIX століття розвивався в умовах стрімкого розвитку науки і культури. До цього періоду часу належить поширення сучасних досягнень в області астрономії, фізики, хімії, геології, біології, медицини, еволюційного вчення Чарльза Дарвіна. В цей самий час активну діяльність провадив відомий природодослідник-дарвініст Назарета Тагаваряна, автора оригінальної праці «Дарвінізм» hy . 
Як вказує Ісаян Т. С., сучасний вірменський атеїзм в значній мірі заснований на роботах таких вірменських просвітителів XIX століття, як історики-вірменоведи Микита Емін і Гевонд Алішан, які розробляли літописні та інші першоджерела, збагачуючи новими дослідженнями національну історіографію; Хачатура Абовяна, класика вірменської літератури письменника-демократа Перча Прошяна, поета-просвітителя Смбата Шахазізяна видатного вірменського письменника Раффі, видатного письменника, майстра соціально-політичної сатири Акопа Пароняна. 
Поширенню атеїзму у Вірменії також сприяло різке збільшення випуску продукції друку і питома вага в ній світських книг. Поява численних періодичних видань, сатиричних та інших журналів в чималому ступені обумовлено було діяльністю вірменських просвітителів Мікаела Налбандяна, Степаноса Назаряна, Арутюна Свачян, Григора Арцруни . Особливо значущим є поява на історичній арені Мікаела Налбандяна - матеріаліста в філософії, демократа і революціонера в практично-політичній діяльності. 
Як передові люди свого часу, вірменські просвітителі другої половини XIX століття поєднували в собі політичний радикалізм, що виявлявся у всіх по-різному, з прогресивними філософськими та науковими поглядами, в своїх творах нерідко зверталися проти релігійного світогляду . 
Як вказує Ісаян Т. С., вірменське вільнодумство і атеїзм в другій половині XIX століття виявлялися насамперед у трьох основних формах: 
1. Перша форма — це народна опозиція релігійним організаціям і її служителям.
2. Друга форма — пропаганда і поширення наукових знань.
3. Третя форма — наукова критика релігії і церкви, що здійснювалася багатьма вірменськими мислителями другої половини XIX століття.

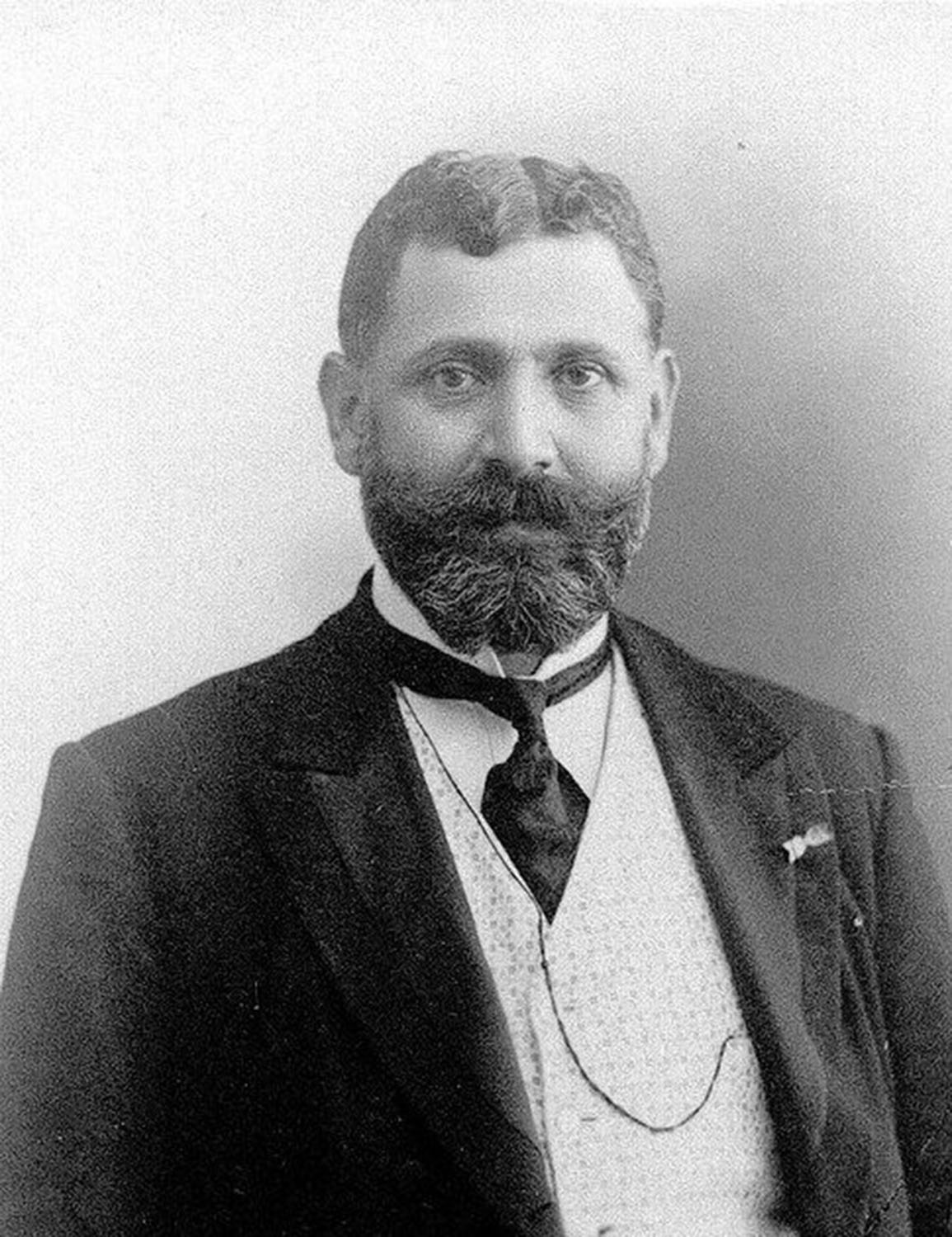
Назарет Тагаварян (1862 - 1915)

Діячі вірменського просвітництва XIX століття в своїй творчості спиралися на народне вільнодумство і на досягнення природознавства, синтезуючи антирелігійні аргументи. Таким чином, прояви вірменського атеїзму в другій половині XIX століття були різноманітні як за формою, так і за ідейним змістом. Так, у світогляді Назарета Тагаваряна, М. Мамурян, Е. Шахазізяна, С. Восканяна відобразився стихійний матеріалізм, який у них часто прикривався деїзмом : Григор Арцруні і Степанос Назарян поділяли матеріалістичні уявлення; Мікаел Налбандян, Галустов Костанян, Раффі, М. Малакян, А. Айкуні відкрито відстоювали матеріалізм. Як вказує Ісаян Т. С., саме матеріалістичні ідеї, в більшій або меншій мірі, властиві всім великим представникам вірменського освіти, лежали в основі їх критики релігії. 
Як вказує Ісаян Т. С., вірменське вільнодумство і атеїзм, як і раніше, будувалися на ясних, в достатній мірі засвоєних загальних положеннях просвітницької філософії. Матеріалізм в теорії пізнання, принцип корисності в питаннях етики, в соціально-політичній сфері, спрямована проти провіденціалізму теорія природного права, глибок повага до науки, викриття невігластва і обскурантизму, беззастережне визнання примату сили людського розуму — все це лежало в основі вірменського атеїзму другої половини XIX століття. Разом з тим, основи релігійного світогляду критикувалися не тільки з позицій атеїзму, а і деїзму пантеїзму, а також релігійного скептицизму. 
Не все з пропагованої вірменськими просвітителями проникало в друк і, тим більше, доходило до вірменського читача. Нерідко критика Вірменської церкви маскувалася під виглядом викриття ісламу, католицизму або інституту папства, або ж забобони, що відрізняли паству Вірменської церкви, зображувалися як придаток віддаленій історичній епохи. 
У Вірменії XIX століття в більшій мірі, ніж попередні епохи, відрізнялось підвищеною зацікавленістю до досвіду критики християнства. Разом з цим, вірменські просвітителі даного періоду сприйняли певні ідеї західно-європейської філософії   . Так, Мікаел Налбандян і Г. Арцруни нерідко посилалися на Жана-Жака Руссо, Дідро і Вольтера. 
Примітно, що вірменська атеїстична література другої половини XIX століття відрізнялася тим, що в сформованих в Вірменії конкретно-історичних умовах саме через художню літературу більш вільно і в той же час більш дохідливо могла передаватися критика церкви і релігії, ідеї вільнодумства і атеїзму. 

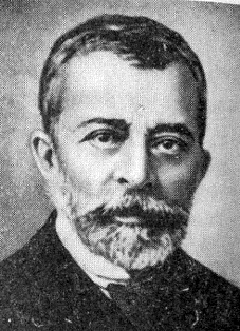
Антон Гарагашян (1818—1903) — вірменський філософ, історик, вірменознавець, педагог і колишній священик

Як вказує Ісаян Т. С., в XIX представники Вірменської церкви активно пропагували концепцію вродженої релігійності вірменського народу, посилаючись на національний склад мислення вірмен, на їхню самосвідомість, цілком, нібито, спрямовану на пошук шляхів в потойбічному світі. 
У 1896 році архієпископ Месроп Смбатян писав: «з великим болем у серці визнаємо, що як міське, так і сільське населення, поступово відходить від рідної церкви, тієї церкви, яка була і повинна залишитися єдиною і міцною опорою національної цілісності» . Архімандтріт Гарегін Овсепян свідчив, що атеїзм «різними шляхами поширюється серед простого народу. У селах теж часто чуємо ті ж легковажні міркування, то ж нешанобливе ставлення до церкви і її служителів » . Процес наростання антицерковних настроїв у Вірменії, поширення атеїзму в тій чи іншій мірі відобразила також і періодична преса . 
Усвідомлення складності ситуації як небезпечної для релігії простежується в цілій низці робіт ідейних захисників церкви. Розуміючи значення природничо-наукових знань у протистоянні атеїзму з релігією, адепти церкви наполягали на необхідності приділити більше уваги викладанню релігійних дисциплін у вірменських школах, наполягали на необхідності поновлення богословських догматів. Єпископ Гр. Агапірян в статті «Невіра» зазначав: 
«Чим далі, тим більш сміливо і вільно матеріалізм підіймає голову… В наші дні помилкове, хворобливе розуміння життя, спирається на матеріалістичне, яке день за днем знаходить визнання. Згідно з цим світоглядом, сама наука, без втручання сторонньої допомоги, релігії і віри досліджувала все, в тому числі і моральні закони і явища життя і дала їм напрямок.»
Згідно зі спостереженнями Ісаяна Т. С., у вірменській літературі до початку XX століття атеїзм у Вірменії практично не висвітлювався. Атеїстична думка як тема дослідження зовсім була відсутня. Лише ряд статей, окремі розділи тих чи інших творів літературного, історичного та філософського характеру, де мова йде про вірменське вільнодумство, можуть бути віднесені до питань атеїзму в Вірменії. 
Як свідчить Ісаян Т. С., розвиток атеїстичної думки в другій половині XIX століття у Вірменії відрізнявся поступовим наростанням непримиренності в ставленні до церкви і клерикалізму взагалі. 

### Релігійна реакція на поширення атеїстичних ідей
У відповідь на зміцнення позицій атеїзму у другій половині XIX століття у Вірменії з боку церкви і її прихильників посилюються нападки в сторону адептів атеїстичного світогляду. Так, на думку Ісая Т. С., деїстичне за своїм характером висловлювання багатьох вірменських мислителів церковна історіографія підносила як Теїстичний. Так, відомо, що навіть Мікаел Налбандян у віддзеркаленні релігійних авторів опинявся «благочестивим інтелігентом»  . Щось подібне, на думку Ісая Т. С., відбувалося з боку церковної історіографії щодо Степаноса Назаряна, хоча останній не був матеріалістом, але тим не менш робився акцент на нібито дилетантизм його знань, що зумовили критику християнства і церкви. Разом з тим, в своїх спогадах про Степанос Назаряни Габріел Тер-Ованесян пише: "Коли мова йшла про духовенство« Назарян говорив збуджено» і повторював: «Нинішнє вірменське духовенство треба стерти з лиця землі…вирвати з корінням…знищити»". 
Примітна суддя Галустов Костандян в контексті його взаємин з церквою. Виступав на початку своєї діяльності як спірітуаліст ( 1860 - 1870-ті роки ), Костандян надалі відчуває в подальшому вплив західноєвропейського матеріалізму, а також сучасних йому природничих ідей і робить еволюцію в бік атеїзму. Він позитивно ставився до матеріалістичних і антирелігійних мислителів кінця XVIII століття, зокрема, до Дюпюї, вільним, поширюючи їх антирелігійні ідеї. Крім того, як ерудований письменник, він привертав до своєї роботи великий літературний матеріал, як це було в підготовленій ним праці « Про метод », вихід якого в світ в 1879 році на присутніх справив враження «несподівано вибуху бомби» . Костандян робить посилання на праці Геккеля ( «Антропологія, або історія розвитку людини»), Дарвіна ( «Походження людини і статевий відбір»), єгиптолога Г. Масперо («Давня історія народів Сходу»), Штрауса («Життя Ісуса»), звертається до тез Гумбольдта, Канта, Спінози, Бекона, Маркса) . 
Матеріалістичні уявлення про природу, висловлені Костандяном, також розходилися з теологічними поглядами на природу. За часів Костандяна в Західній Вірменії, де працював Костандян, існувала думка, ніби якщо Бог забажає, то може створити все і розтрощити, започаткувати законам природи і за своїм бажанням змінити або скасувати їх. За Костандяном ж, в реальній природі, що розвивається за своїми, внутрішньо властивим їй законами, і де панує причинна обумовленість, немає місця для будь-яких надприродних сил. Костандян вважав навіть, що історія людства набула характеру закономірного розвитку завдяки дослідженням соціологів . 

## XX століття

### Атеїзм в Радянській Вірменії
Переважно, історіографія вірменської атеїстичної думки фактично починається за радянських часів. У 1920-1930 роках у Вірменії, приєднаної більшовиками до атеїстичному Радянського Союзу, склалася певна система поширення атеїзму, переводилися і видавалися праці критиків релігії, призначені здебільшого для практики атеїстичної пропаганди. На вірменську мову були переведені роботи А. Бебеля «Християнство і соціалізм» (1920), збірка статей «Чи можна жити без віри в бога? Що говорить Ленін »(1924),« Підручник для антирелігійних гуртків робітників »з передмовою Ем. Ярославського (1930), «Антирелігійний посібник для селян, для антирелігійного активу села та для сільських антирелігійних груп» з передмовою Ем. Ярославського (1930), «Антирелігійна робота в армії» (1930), а також цілий ряд популярних праць, серед яких: брошура М. М. Шеймана «Моральність релігійна і моральність пролетарська» (1930), К. Н. Беркової «Антирелігійне виховання в сім'ї» (1930), А. В. Луначарського «Вступ до історії релігії»(1931), І. Ельвіна «Церква і працююча жінка за кордоном» (1932), Г. Гурєва «Астрономія і релігія» (1932), М. Амосова «Казка про Христа» (1938), І. І. Скорцова-Степанова «про віру в бога і диявола» (1939) та ін. 
У 1924—1925 роках видавалися брошури, які критикували діяльність Вірменської апостольської церкви колишніх ченців Абела Назаряна, беники, єпископа Ашота та інших. Незважаючи на значне зростання науково-атеїстичної літератури, у Вірменії в перші роки радянської влади, до 1930-1940 років робота щодо систематичного вивчення історії вірменської атеїстичної думки переважно не велась. Виняток становить праця А. Ганаланяна «Зразки вірменського антирелігійного фольклору» (1938), в якій були зібрані антирелігійні байки, прислів'я і приказки, які критикують церкву і релігію. 
У радянські роки стали приділяти певну увагу вивченню вірменської філософії. У Віснику Комакадемії, журналах Під прапором марксизму, Молодий більшовик, Нор уги вперше з'являються статті Г. Гюлікехвяна, Г. Габрієляна, Г. Ванандеці та інших радянських вірменських вчених, присвячених проблемам атеїзму. У роботах Г. Ванандеці , Г. Габрієляна. вперше висвітлено були проблеми вірменської атеїстичної думки XIX століття. З праць даних авторів широкому вірменському колу читачів вперше стало відомо про атеїстичні праці Галустов Костандян. 
Крім зазначених робіт, мають важливе значення ряд статей, які стосуються історії атеїзму у Вірменії, що з'явилися в 1940 році в журналі «Безбожник». 
Перед і після Другої світової війни разом із загальною увагою до історії вірменської культури зростає також і інтерес до історії вірменського вільнодумства. Розширюється джерельна база для вивчення історії вірменського вільнодумства і атеїзму. У цей період були перевидані твори таких вірменських просвітителів другої половини XIX століття, як Мікаела Налбандяна, Г. Тер-Ованнісяна, Раффі, Перча Прошяна, Г. Агаяна, Мурацана, Акопа Пароняна, Галустан Костандяна, Арутюна Свачяна, М. Мамуряна та інших, де відображаються погляди авторів відносно релігії і інституту церкви. 
Темі вірменського атеїзму було присвячено низку брошур і статей, опублікованих після В 1950-1960-х роках видавництвами «Айастан», «Луйс, Митк», «Знання», а також у збірнику «Питання наукового атеїзму», журналі «Наука і релігія». 
У статті професора МГУ імені М. В. Ломоносова Х. Н. Момджяна, Присвяченій суспільно-політичним поглядам Мікаела Налбандяна, вказується, що «до Налбандяна ніхто в Вірменії не викривав з такою силою антинародну політику церкви, її нерозривний зв'язок зі світськими гнобителями народу, її вороже ставлення до суспільного прогресу, до освіти народних мас». Характеризуючи атеїстичні погляди Налбандяна, Момджян пише, що «сміливо виступаючи проти релігії і церкви, Налбандян не звільняє, однак, від деяких деїстичних упереджень, хоча при цьому треба мати на увазі, що в умовах тодішньої вірменської дійсності деїзм продовжував залишатися ввічливою формою відмови від релігії». В цілому, поглядам Мікаела Налбандяна щодо релігії присвячений значний масив літератури . 
Значною працею у вивченні духовної культури Вірменії другої половини XIX століття стало видання двотомної фундаментальної роботи академіка наук АН Вірменської РСР А. Г. Іоаннісяна «Налбандян і його час». 
Характеризуючи Галуста Костандяна, Г. Г. Габрієлян відзначає, що «не тільки з числа давніх мислителів, а й мислителів XIX століття мало хто виступав з атеїстичним гаслами, якщо не зробити застереження, що такі були поодинокі. До числа їх належить Костандян… Матеріаліст-Констандян послідовно викриває релігію і без жодного сумніву приходить до принципового заперечення релігії». В «Історії вірменської філософської думки», виданої російською мовою, професор Г. Г. Габрієлян про те ж Костандяне пише наступне: «В особі Костандяна домарксовський матеріалізм закінчує свій розвиток, і доходить до войовничого атеїзму» . 

## Атеїзм в сучасній Вірменії

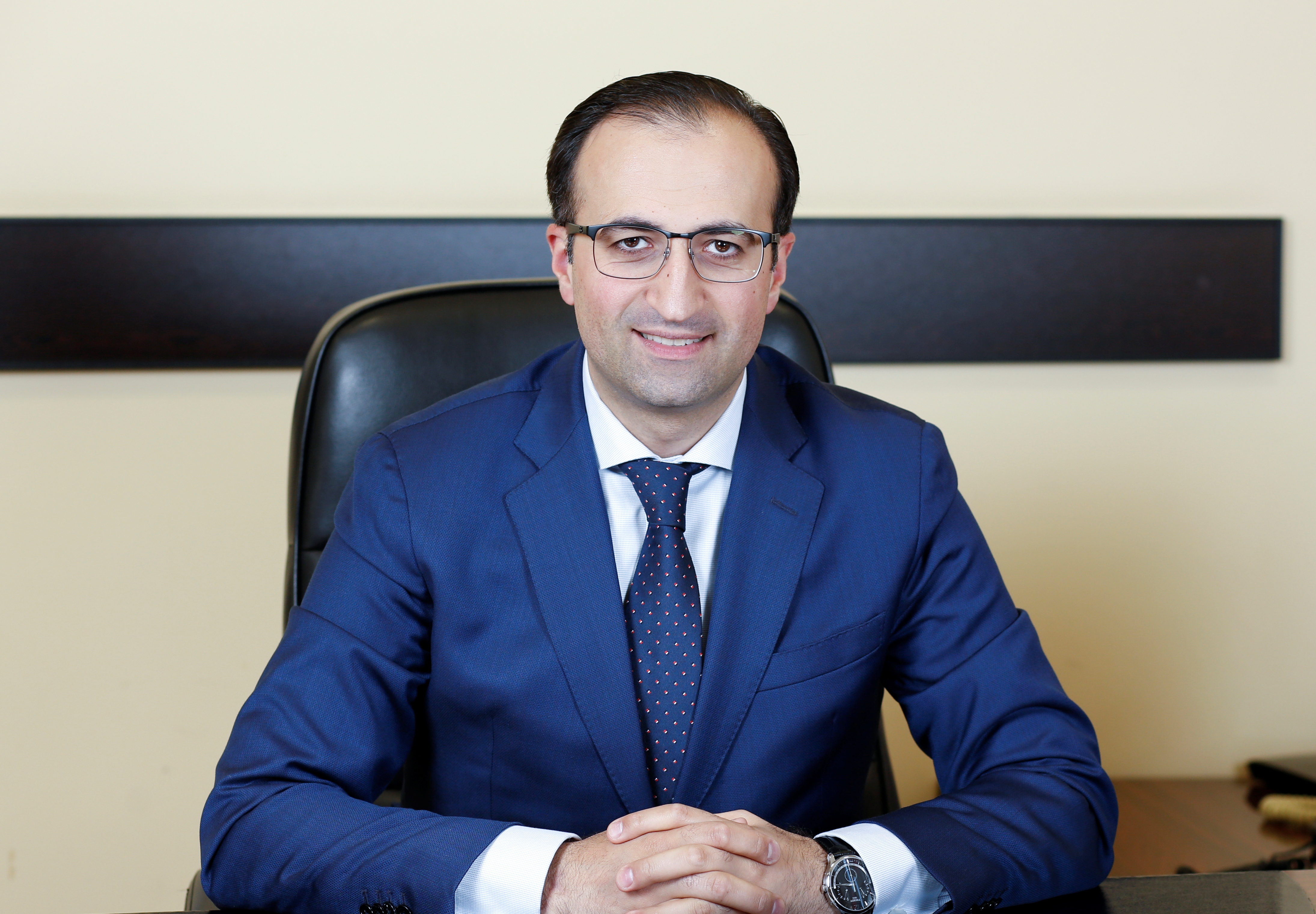
Арсен Торосян — діючий міністр охорони здоров'я Вірменії, який є атеїстом

На думку Георгія Дерлугьяна, в силу особливого історичного розвитку Вірменії сьогодні в країні мало хто з вірмен назве себе повним атеїстом, так само як і важко буде знайти серед вірмен і релігійних фундаменталістів . 

### Чисельність атеїстів
Згідно з даними американського інституту Геллапа, 18% населення Вірменії вважає себе нерелігійними . Згідно з даними перепису населення Вірменії 2011 року, 34 373 громадян держав, тобто близько 1,1% від усього населення, вказали в графі релігійних переконань «нерелігійна». 
Нерелігійність, в тому числі атеїзм, в даний час не представлений в Вірменії в будь-якій інституційної формі, проте існує значний атеїстичний рух. Майданчиками для обміну ідеями між атеїстами служать соціальні мережі . 
Згідно з опитуванням, проведеним Pew Research Center у Вірменії в 2015 році, 5% опитаних у Вірменії не вірить в Бога, 95% — вірить, а 85% населення Вірменії вважає себе християнами. 

### Права атеїстів у Вірменії
Згідно ст. 17 Конституції Вірменії «в Республіці Вірменія гарантується свобода діяльності релігійних організації» і «релігійні організації відокремлені від держави». Проте, ст. 18 Конституції встановлює, що «Республіка Вірменія визнає виняткову місію Вірменської Апостольської Святої Церкви як національної церкви в духовному житті вірменського народу, в справі розвитку його національної культури і збереження його національної самобутності» . 
Стаття 29 Конституції Вірменії встановлює заборону на дискримінацію в залежності від статі, раси, кольору шкіри, етнічного або соціального походження, генетичних ознак, мови, релігії, світогляду, політичних чи інших поглядів, приналежності до національної меншини, майнового стану, народження, інвалідності, віку або інших обставин особистого чи соціального характеру . 
Стаття 41 Конституції Арменії постанавляє, що:

1. Кожен має право на свободу думки, совісті и релігії.
Це право включає в себе свободу зміни релігії або переконань і свободу їх вираження в формі проповіді, церковних церемоній, інших культових обрядів або в інших формах як одноосібно, так і спільно з іншими і публічно або в приватному порядку.
2. Вираз свободи думки, совісті і релігії може бути обмежений тільки законом - в цілях державної безпеки, захисту громадського порядку, здоров'я і моральності або основних прав і свобод інших осіб.
3. Кожен громадянин, віросповіданням або релігійними переконаннями якого суперечить військова служба, має право на заміну її альтернативною службою в установленому законом порядку.
4. Релігійні організації рівноправні і наділені автономністю. Порядок створення та діяльності релігійних організацій встановлюється законом..

Стаття 77 Конституції вірменської держави встановлює заборону на зловживання основними правами і свободами, спрямоване на насильницьке повалення конституційного ладу, розпалювання національної, расової, релігійної ненависті, пропаганди насильства або війни .
Незважаючи на проголошення права на свободу думки, совісті і релігії (ст. 41 Конституції РА), заборони дискримінації в тому числі на підставі «релігії, світогляду, політичних чи інших поглядів» (ст. 29 Конституції РА), проте дані права нерідко залишаються порушеними і незахищеними, а дискримінація не підлягає покаранню   . 